# Ольгастретет
78°38′00″ пн. ш. 24°07′00″ сх. д. / 78.63333333° пн. ш. 24.11666667° сх. д.
Ольгастретет (норв. Olgastretet) — протока, яка лежить на схід від Баренцова моря, на захід від Свенскея (частина Землі Короля Карла) і на південь від Нордаустландета на Шпіцбергені. Ольгастретет обмежена на півночі між Арнесенодденом на острові Свенськея і мисом Бессель на острові Баренцового моря. На півдні лежать мис Хаммерфест на Свенскея і мис Мельхер на острові Едж.
На північний схід від Ольгастретет лежить протока Ериксенстретет, а на заході між островом Баренцова моря і островом Едж — протока Фрімена.
Глибина протоки Ольгастретет досягає 220 метрів.
Ольгастретет названо на честь великої княгині Ольги Миколаївни (1822—1892), згодом королеви Вюртемберга після одруження з королем Німеччини Карлом I (1864—1891) у 1846 році.